# Menceyato de Taoro

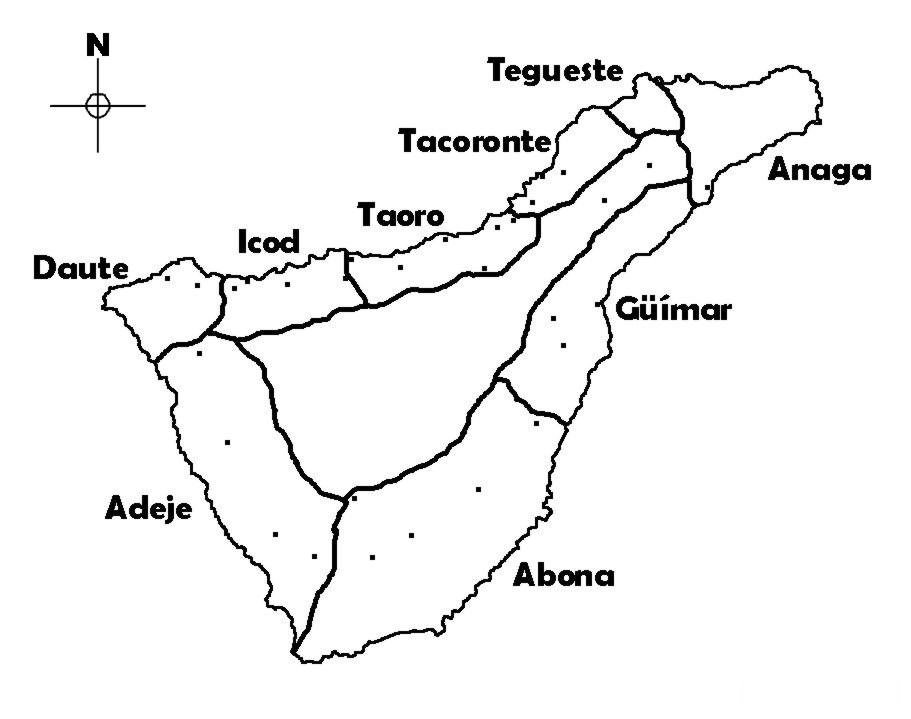
Menceyatos de Tenerife

Menceyato de Taoro foi um dos nove reinos dos Guanches da a ilha de Tenerife nas Ilhas Canárias no momento da conquista da Coroa de Castela no século XV.
Estava localizado ao norte da ilha. Na época da conquista, era o reino aborígene mais importante da ilha. Ocupou os municípios de Puerto de la Cruz, La Orotava, La Victoria de Acentejo, La Matanza de Acentejo, Los Realejos e Santa Úrsula.
Seus conhecidos menceyes (rei guanches) eram Bencomo e Bentor.